# Arno Henschel

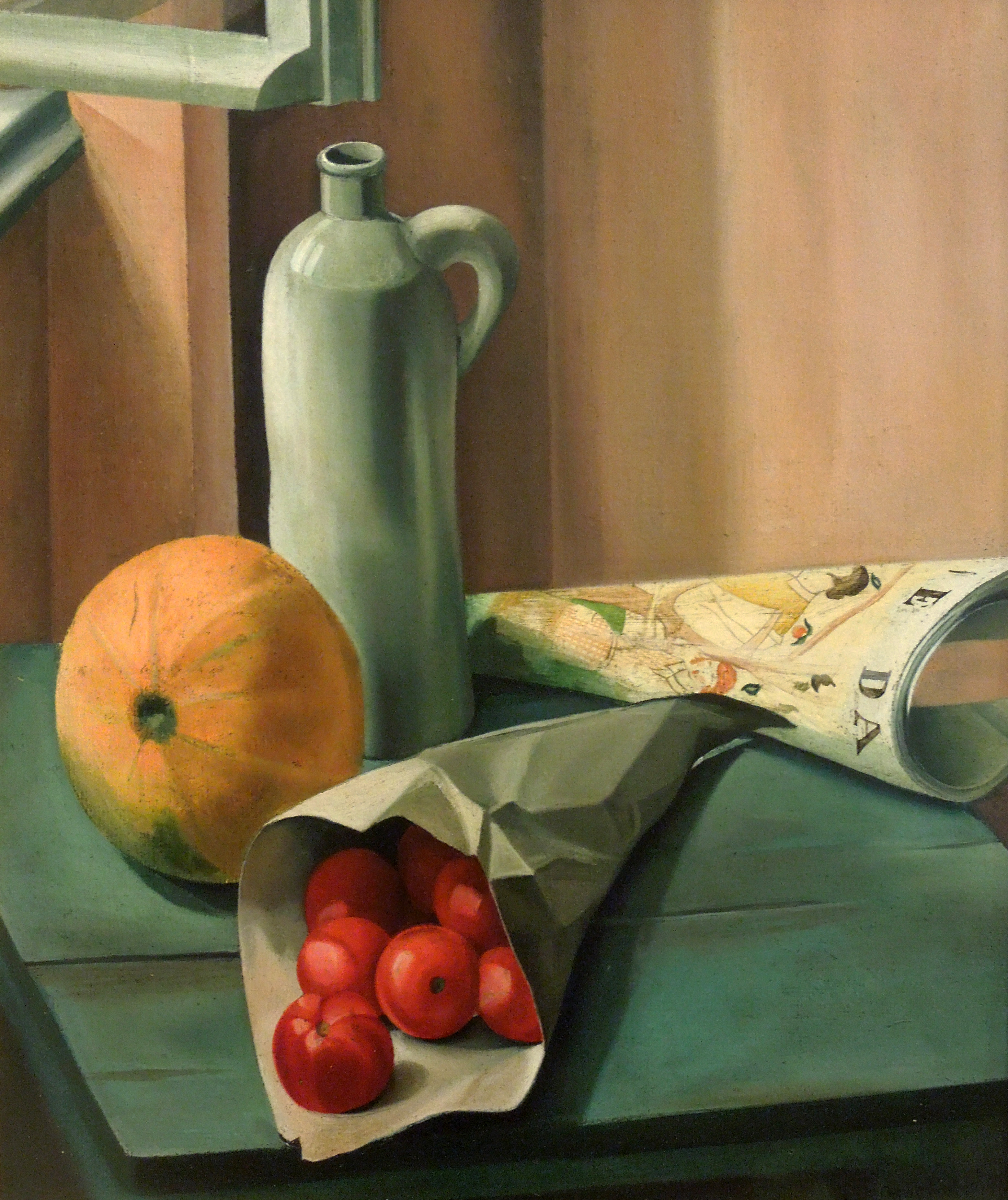
Arno Henschel, Stillleben mit Kürbis

Arno Henschel (* 14. Januar 1897 in Görlitz; † im März 1945 in der Nähe von Posen) war ein deutscher Maler der „Neuen Sachlichkeit“ und Graphiker und zählt heute zu den anerkanntesten Künstlern in der Oberlausitz.
Seine Werke wurden in internationalen Ausstellungen gezeigt und hatten überregionale Ausstrahlung.
Das Kulturhistorische Museum Görlitz besitzt eine umfangreiche Sammlung des Malers.

## Leben und Werk
In seinem Geburtsort Görlitz verbrachte Henschel auch seine Kindheit und Jugend, besuchte die Realschule und gehörte zu den „Jung-Wandervögeln“. Als Siebzehnjähriger meldete er sich als Kriegsfreiwilliger für den Ersten Weltkrieg und wurde er in Görlitz in das 19. Infanterieregiment rekrutiert. 1915 bis 1918 kämpfte Henschel an den Ost- und Westfronten, wo er mehrere Verwundungen erlitt. Ihm wurde das Eiserne Kreuz verliehen. Nach dem Krieg heiratete er Anna Wolff (1898–1991). Sein Sohn Hans-Jochen wurde 1919 geboren und diente ihm häufig als Modell.
In den 1920er Jahren widmete er sich intensiv seiner künstlerischen Ausbildung. 2 ½ Jahre lang verbrachte er seine Freizeit im Atelier des Malers Edmund Bautz beim Porträt- und Aktstudium. Graphische Techniken erarbeitete er sich neben den Fertigkeiten im Zeichnen. Mit seinen expressionistischen Holz- und Linolschnitten erzielte er ab 1922 in Dresden, München und Hamburg erste Erfolge. In den nächsten Jahren entstanden Kaltnadelradierungen, Lithographien, Holzstiche und Steinradierungen.

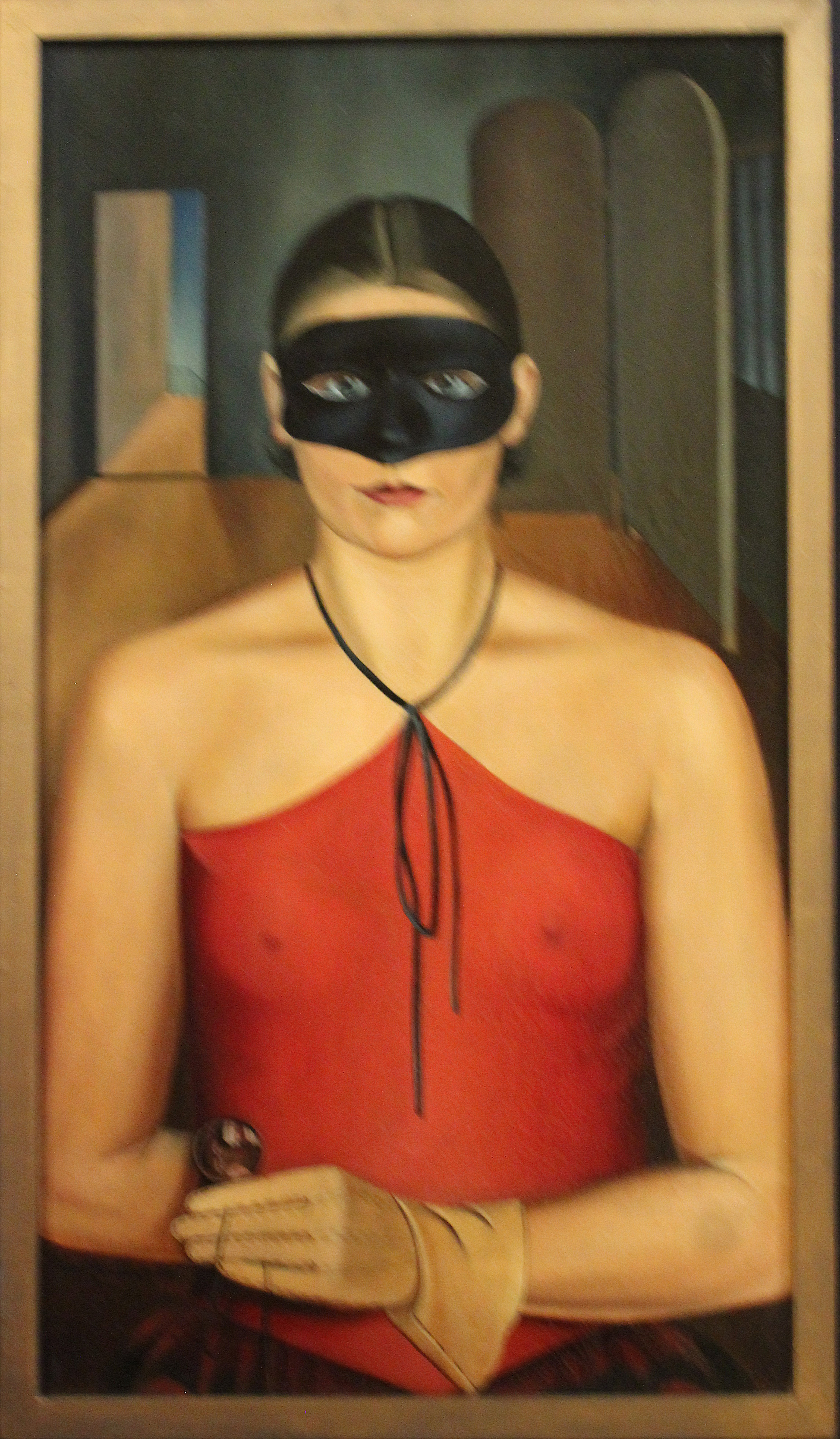
Dame mit Maske

An der Breslauer Kunstakademie studierte Henschel 1925/26 in der Meisterklasse von Carlo Mense und Alexander Kanoldt die „Neue Sachlichkeit“. Im Gegensatz zu vielen anderen Künstlern malte Henschel nicht sozial- und zeitkritisch, sondern tendierte in den 1930er Jahren zu einer poetisierenden Sicht von Landschaft, Mensch und Pflanzen.
1931 verbrachte er ein Vierteljahr in Paris. Im gleichen Jahr beteiligte er sich mit Johannes Wüsten an den internationalen Graphikausstellungen in Padua und Chicago. 1933 war er in Bautzen auf der „5. Ausstellung der Arbeitsgemeinschaft der Lausitzer Bildenden Künstler“, der letzten vor der Machtergreifung der Nationalsozialisten, vertreten.
In der Zeit des Nationalsozialismus war Henschel Mitglied der Reichskammer der bildenden Künste. Für diese Zeit ist seine Teilnahme an 12 großen Ausstellungen sicher belegt, vor allem an Ausstellungen schlesischer Künstler, 1937 und 1943 in München an der Großen Deutschen Kunstausstellung und 1942 an der Großen Berliner Kunstausstellung. In Görlitz erhielt er restauratorische Aufträge, beispielsweise 1936 in der Frauenkirche und 1937 am Reichenbacher Turm. Dort malte er die Wappen der Oberlausitzer Sechsstädte als Deckschilde der zur statischen Sicherung frisch eingezogenen Anker. 1937 erhielt Henschel den Schlesischen Kunstpreis. 1938 wurde das von Henschel geschaffene Monumentalgemälde im großen Sitzungssaal des Görlitzer Rathauses enthüllt.
Ab 1939 absolvierte Henschel seinen Wehrdienst als Oberleutnant und Flugleiter im Fliegerhorst Sprottau (Schlesien).
1943 sollte er für eine Professur in Breslau vom Kriegsdienst beurlaubt werden. Henschel war als Leiter der Graphikklasse vorgesehen. Propaganda- und Kultusminister Goebbels lehnte dies ab. Zum einen missfielen ihm Henschels Werke, zum anderen weigerte sich Henschel vehement seit 1934, in die NSDAP einzutreten.
Als 1943 die Städtischen Museen in Görlitz geschlossen und die Sammlung zum großen Teil auf umliegende Herrenhäuser ausgelagert wurden, schickte Henschel 25 private Gemälde mit, die mit den anderen Werken verloren gingen.
Im März 1945 verunglückte Henschel bei einem Aufklärungsflug in der Nähe von Posen tödlich.
Den größten Teil seines künstlerischen Nachlasses übergaben seine Frau Anne und sein Sohn Hans-Jochen den Städtischen Kunstsammlungen Görlitz, dem heutigen Kulturhistorischen Museum Görlitz.

## Werke (Auswahl)

### Druckgrafik
- Gräser (1937, Lithografie; 1943 auf der Großen Deutschen Kunstausstellung)[3]
- Distel (1939, kolorierte Lithografie; 1943 auf der Großen Deutschen Kunstausstellung)[4]
- Ansicht von Görlitz (1939, Holzschnitt, 28 × 32,6 cm)[5]
- Bauerngehöft (1940, Holzschnitt; 1943 auf der Großen Deutschen Kunstausstellung)[6] Publikationen mit Illustrationen Henschels

### Publikationen mit Illustrationen Henschels
- Ein Gang durch die Landskron-Braustätte. Hoffmann und Reiber, Görlitz, 1935 (Werbeschrift der Landskron-Brauerei mit Reproduktionen von Aquarellen)
- Herbert von Hoerner: Landschaften. Gauverlag-NS-Schlesien, Breslau, 1942

## Postume Einzelausstellungen
- 1953: Görlitz, Städtische Kunstsammlungen, Kaisertrutz (Gemälde, Aquarelle, Grafik)
- 1967: Görlitz, Städtische Kunstsammlungen (Grafik)
- 1997: Görlitz, Städtische Kunstsammlungen („Bilder der Neuen Sachlichkeit“)
- 1998: Königswinter, Haus Schlesien